# Comité Paralímpico de Tailandia
El Comité Paralímpico de Tailandia es el comité paralímpico nacional que representa a Tailandia. Esta organización es la responsable de las actividades deportivas paralímpicas en el país y representa a Tailandia en el Comité Paralímpico Internacional. Fue fundado el 11 de junio de 1985 y está reconocido por el Comité Paralímpico Internacional y el Comité Paralímpico Asiático.